# سوشانت سينج
سوشانت سينج هو ممثل هندي، ولد في 9 مارس 1972 في الهند.

## وصلات خارجية
- سوشانت سينج على موقع IMDb (الإنجليزية)
- سوشانت سينج على موقع قاعدة بيانات الفيلم (الإنجليزية)